# Kereskedelmi Minisztérium (Magyarország)
A kereskedelmi minisztérium Magyarországon – tágabb értelemben – a bel- és külkereskedelem irányítását végző egy vagy több minisztérium volt a közbeszédben. 

## Története
1848-tól 1889-ig a kereskedelmi ügyek a földmívelés- , ipar- és kereskedelemügyi minisztériumhoz tartoztak. Ekkor az ipari és a kereskedelmi ügyek intézését az ugyanakkor megalakult kereskedelemügyi minisztériummá átszervezett közmunka- és közlekedésügyi minisztérium vette át. Az új minisztérium élén továbbra is az addigi miniszter, Baross Gábor maradt a haláláig. A  kereskedelemügyi minisztérium 1935-ben kettévált, mégpedig Iparügyi Minisztérium illetve kereskedelem - és közlekedésügyi minisztérium elnevezés alatt. 1945-bn kereskedelem- és közlekedésügyi minisztérium szétvált közlekedés és postaügyi minisztériumra és kereskedelmi és szövetkezetügyi minisztériumra. 1949-ben az utóbbi minisztérium is szétvált, belkereskedelmi- és külkereskedelmi minisztériumra. A Kereskedelmi Minisztériumot – a bel- és a külkereskedelmi minisztérium összevonásával – az 1987. évi VII. törvény hozta létre. (Az elnevezés megmaradt az 1988. évi XVI. törvény hatályba lépése után is.)

### A Magyar Köztársaság idején
A Kereskedelmi Minisztérium a Magyar Köztársaság idején a kereskedelem irányítására  létrehozott intézmény volt. Rövidítése: KM. Élén a kereskedelmi miniszter állt. A miniszter rendeletet (KM rendelet) adhatott ki. Az Ipari és Kereskedelmi Minisztérium felállításával megszűnt a Ipari Minisztérium és a Kereskedelmi Minisztérium.